# Drosera bequaertii
Drosera bequaertii este o specie de plante carnivore din genul Drosera, familia Droseraceae, ordinul Caryophyllales, descrisă de Taton. A fost clasificată de IUCN ca specie vulnerabilă.
Este endemică în:
- Angola.
- Congo.

Conform Catalogue of Life specia Drosera bequaertii nu are subspecii cunoscute.